# Pélagie Gbaguidi
Pour les articles homonymes, voir Gbaguidi.
Pélagie Gbaguidi, née en 1965 à Dakar, est une artiste peintre contemporaine d'origine béninoise, diplômée de l'École des beaux-arts Saint-Luc (Liège) en 1995.
Lors de l'édition 2006 de la Biennale de Dakar, elle est remarquée pour un ensemble de sept toiles intitulé Le Code noir, évoquant la violence de l'esclavagisme et ses séquelles subsistantes au fil des générations.

## Biographie
Pélagie Gbaguidi naît à Dakar, bien que d'origine béninoise, en 1965,. Elle étudie l'art à Liège, en Belgique, à l'École supérieure des arts Saint-Luc de Liège, où elle obtient son diplôme en 1995. 
Elle veut s’inscrire dans la tradition des griots. Ces conteurs africains sont dépositaires d’un patrimoine et retransmetrent, du passé, des récits, des images, des chants et de poésie,.
Elle est présente à plusieurs reprises à la Biennale de Dakar dans les années 2000, en 2004, 2006, 2008,,,. Elle réalise et y expose notamment un travail de peinture et de dessin fondé sur la lecture du Code noir, en en mettant en exergue la violence, les traumatismes visibles et invisibles qui en sont issus. Ce travail donne lieu à une acquisition de 100 dessins par le Mémorial ACTe en Guadeloupe. Elle s'installe à Bruxelles, dans un ancien café au sud de la métropole, côté flamand, et est invitée dans plusieurs résidences artistiques, à Nantes en 2004, à Krems en Autriche en 2007, à Arnhem aux Pays-Bas en 2008, ou encore à l'UCO à Angers dans les années 2020 où elle fait un travail en écho de la Tenture de l'Apocalypse. Elle est remarquée en 2017 par sa participation à la documenta 14 à Athènes et à Cassel par une installation imposante sur l’esclavage, le nazisme et l’apartheid, posant la question de qui transmet les connaissances sur ces thèmes,. En 2024/2025, elle expose au sein de La Verrière, espace de la fondation Hermès, à Bruxelles,,.

## Distinctions

### Bourses
Pélagie Gbaguidi a reçu une bourse de la Fondation Civitella Ranieri en octobre 2018. 